# Parnassius boedromius
Espèce
Parnassius boedromius est une espèce de papillons de la famille des Papilionidae, de la sous-famille des Parnassiinae et du genre Parnassius.

## Dénomination
Parnassius boedromius a été décrit par Rudolf Püngeler (d) en 1901.

### Sous-espèces
- Parnassius boedromius hohlbecki Avinoff, 1913
- Parnassius boedromius martiniheringi Bryk & Eisner, 1930
- Parnassius boedromius prasolovi Kreuzberg, 1986
- Parnassius boedromius sokolovi Kreuzberg, 1990[1].

## Description
Parnassius boedromius est un papillon au corps poilu, aux ailes blanches et beige veinées de beige, suffusées de noir dans leur partie basale et le long du bord interne des ailes postérieures, marquées de noir près du bord costal des ailes antérieures. Les ailes antérieures sont bordées d'une bande marginale beige ornée d'une ligne submarginale de chevrons blancs et les ailes postérieures d'une ligne submarginale des chevrons beige.

## Biologie
Parnassius boedromius vole en juillet.

### Plantes hôtes
La plante hôte de sa chenille seraient des Lagotis, Lagotis decumbens et  Lagotis integrifolia.

## Écologie et distribution
Parnassius boedromius est présent dans les Monts Tian en Chine,.

### Biotope
Parnassius boedromius réside en haute montagne, de 3 300 m à 4 000 m.

### Protection
Pas de statut de protection particulier.